# Resolutie 276 Veiligheidsraad Verenigde Naties
Resolutie 276 van de Veiligheidsraad van de Verenigde Naties was de eerste resolutie die in de jaren zeventig werd aangenomen door de Veiligheidsraad. Dat gebeurde op 30 januari 1970 met dertien stemmen voor en twee onthoudingen, van Frankrijk en het Verenigd Koninkrijk.

## Achtergrond
Zuid-Afrika had na de Eerste Wereldoorlog een mandaat gekregen om Zuidwest-Afrika, het huidige Namibië, te besturen. Daar kwam tegen de jaren zestig verzet tegen. Zeker nadat Zuid-Afrika een politiek van apartheid begon te voeren, kwam er ook internationaal verzet, en in 1968 beëindigde de Verenigde Naties het mandaat. Zuid-Afrika weigerde Namibië te verlaten en hun verdere aanwezigheid werd door de VN illegaal verklaard.

## Inhoud
De Veiligheidsraad:
- Herbevestigt het onmiskenbare recht van de Namibische bevolking op vrijheid en onafhankelijk zoals erkend in resolutie 1514 (XV) van de Algemene Vergadering.
- Herbevestigt resolutie 2145 (XXI) van de Algemene Vergadering die het Zuid-Afrikaanse mandaat over Namibië beëindigde.
- Herbevestigt zijn resolutie 264 waarin Zuid-Afrika werd opgeroepen zich uit Namibië terug te trekken.
- Herbevestigt dat de door Zuid-Afrika in het territorium (Namibië) ingestelde wetten, de afdwinging ervan en de opsluiting, berechting en veroordeling van Namibiërs illegaal is en de rechten van de Namibiërs en de Universele Verklaring van de Rechten van de Mens schendt.
- Herinnert aan resolutie 269.

1. Veroordeelt de weigering van Zuid-Afrika om aan de VN-resoluties te voldoen.
2. Verklaart dat de Zuid-Afrikaanse aanwezigheid in Namibië en haar acties aldaar illegaal zijn.
3. Verklaart ook dat Zuid-Afrika's weerbarstigheid de autoriteit van de VN ondermijnt.
4. Overweegt dat de bezetting de VN-resoluties, het VN-Handvest en de rechten van de Namibiërs schendt.
5. Roept alle landen op geen zaken te doen met de Zuid-Afrikaanse overheid die niet in overeenstemming zijn met paragraaf °2.
6. Besluit een subcomité op te richten om tegen 30 april aanbevelingen te doen over mogelijke middelen om de resoluties af te dwingen.
7. Vraagt alle landen en VN-organisaties om het subcomité alle nodige informatie en hulp te verstrekken.
8. Vraagt ook secretaris-generaal U Thant om het subcomité bij te staan.
9. Besluit de aanbevelingen van het subcomité af te wachten.

## Verwante resoluties
- Resolutie 264 Veiligheidsraad Verenigde Naties
- Resolutie 269 Veiligheidsraad Verenigde Naties
- Resolutie 283 Veiligheidsraad Verenigde Naties
- Resolutie 284 Veiligheidsraad Verenigde Naties

Lijst ·  276 ·  277 ·  278 ·  279 ·  280 ·  281 ·  282 ·  283 ·  284 ·  285 ·  286 ·  287 ·  288 ·  289 ·  290 ·  291